# Т-111
Т-111, виріб 111, відомий також як Т-46-5 — радянський експериментальний середній танк. Був першим танком з протиснарядним бронюванням.

## Історія створення
Розроблений конструкторським бюро Ленінградського заводу дослідного машинобудування № 185 імені Кірова під керівництвом С. О. Гінзбурга під час проекту по створенню малого танка важкого бронювання, робота над яким велася з 1936 року. Перший екземпляр був виготовлений в квітні 1938 року. Мав литу башту, посилену підвіску, вперше у світовій практиці було застосовано нову технологію електричного зварювання з'єднань броньових листів. При загальній масі 28 — 32 тонн мав броню товщиною 60 мм і розвивав швидкість 30 км/год, що забезпечував двигун потужністю 300 к. с. Відповідно до випробувань, броня Т-111 успішно захищала від снарядів протитанкових 37-мм гармат, що було значним проривом в танкобудуванні. Озброєння цього танка було аналогічно Т-26, попереднику Т-111, а саме — 45-мм гармата в литій конічній башті і два кулемети. Екіпаж танка складався з трьох осіб.
Серійно виробництво танка здійснено не було, причиною стала складність його виробництва. Наприклад, підвіска танка Т-111 була блокованою, з листовими ресорами, які були розміщені всередині корпусу машини, що ускладнювало завдання монтажу та демонтажу окремих елементів.
Водночас, розробка Т-111 стала серйозним кроком у розвитку галузі, і цей досвід став фундаментом для подальшого розвитку та проектування нового озброєння, зокрема, важких танків прориву. На заводах була впроваджена технологія виробництва товстої броні. Проте, хоча розробка завершилася дослідними екземплярами, група конструкторів була нагороджена державними нагородами, зокрема, М. І. Кошкін отримав орден Червоної Зірки.